# Bolschaja Radina
Bolschaja Radina (russisch Большая Радина) ist ein Weiler (chutor) in der Oblast Kursk in Russland. Er gehört zum Rajon Medwenka und zur Landgemeinde (selskoje posselenije) Nischnereuttschanski selsowjet.

## Geographie
Der Ort liegt gut 36 km Luftlinie südwestlich des Oblastverwaltungszentrums Kursk im südwestlichen Teil der Mittelrussischen Platte, 3 km südwestlich des Rajonverwaltungszentrums Medwenka sowie 5 km vom Sitz des Dorfsowjet – Nischni Reutez und 61 km von der Grenze zwischen Russland und der Ukraine entfernt am Fluss Reut (linker Nebenfluss des Seim).

### Klima
Das Klima im Ort ist wie im Rest des Rajons kalt und gemäßigt. Es gibt während des Jahres eine erhebliche Niederschlagsmenge. Dfb lautet die Klassifikation des Klimas nach Köppen und Geiger.

## Bevölkerungsentwicklung
| Jahr | Einwohner |
| ---- | --------- |
| 2002 | 63        |
| 2010 | ▲77       |

Anmerkung: Volkszählungsdaten

## Verkehr
Bolschaja Radina liegt 4 km von der Fernstraße föderaler Bedeutung M2 „Krim“ (ein Teil der Europastraße E105), 1,5 km von der Straße interkommunaler Bedeutung 38N-185 (M2 „Krim“ – Gachowo) und 28,5 km von der nächsten Eisenbahnhaltestelle 457 km (Eisenbahnstrecke Lgow-Kijewskij – Kursk) entfernt.
Der Ort liegt 89 km vom internationalen Flughafen von Belgorod entfernt.